# Friday the 13th Part 2
Friday the 13th Part 2 is een Amerikaanse horrorfilm uit 1981. Het is het tweede deel uit de Friday the 13th-franchise, en het eerste deel waarin Jason Voorhees de antagonist is; een trend die in de latere delen aangehouden zou worden. De film was een redelijk kassucces.

## Verhaal
Alice L. Hardy, de enige overlevende uit de vorige film, wordt in haar huis vermoord door Jason Voorhees, die nog blijkt te leven en nu als volwassene de moordpartijen van zijn moeder verder zet.
Vijf jaar later komt een nieuwe groep tieners naar Crystal Lake om het kamp te heropenen. Jason begint de groep te stalken, en Crazy Ralph wordt zijn eerste slachtoffer. Een agent genaamd Winslow volgt. Na nog enkele doden is alleen een meisje genaamd Ginny Field nog over. Ze vindt in de bossen naast het meer Jason’s schuilplaats, waar hij onder andere een herdenkingsplaats voor zijn moeder heeft ingericht. Ze wordt hier met Jason zelf geconfronteerd. Ginny kleedt zich snel in Pamela’s kleren en laat Jason denken dat ze de reïncarnatie van zijn moeder is. Jason doorziet het bedrog echter wanneer hij zijn moeders hoofd ziet liggen. Een laatste confrontatie volgt, waarbij Jason zijn masker (een kussensloop met een kijkgat) verliest en zijn misvormde gezicht te zien is.
Even later ontwaakt Ginny in een ambulance, zonder herinneringen aan hoe ze is ontsnapt. Jason is echter nog niet verslagen.

## Rolverdeling
| Acteur              | Personage           | Opmerkingen            |
| ------------------- | ------------------- | ---------------------- |
| Amy Steel           | Ginny Field         |                        |
| John Furey          | Paul Holt           |                        |
| Adrienne King       | Alice Hardy         |                        |
| Kirsten Baker       | Terry               |                        |
| Stuart Charno       | Ted                 | vermeld als Stu Charno |
| Steve Daskawisz     | Jason Voorhees      | gemaskerd              |
| Warrington Gillette | Jason Voorhees      | ongemaskerd            |
| Bill Randolph       | Jeff                |                        |
| Marta Kober         | Sandra Dier         |                        |
| Walt Gorney         | Crazy Ralph         |                        |
| Lauren-Marie Taylor | Vickie              |                        |
| Tom McBride         | Mark                |                        |
| Russell Todd        | Scott               |                        |
| Jack Marks          | Hulpsheriff Winslow |                        |
| Betsy Palmer        | Pamela Voorhees     |                        |

## Achtergrond

### Productie
Na het succes van Friday the 13th in 1980, maakte Paramount Pictures plannen voor een vervolg. Aanvankelijk was het de bedoeling dat de nieuwe film geen banden zou hebben met de vorige, maar gewoon een nieuwe film met de titel Friday the 13th zou worden. Phil Scuderi, een van de drie producers van de originele film, wilde echter dat de film wel op de vorige zou aansluiten en dat Jason Voorhees dit keer de moordenaar zou zijn. Steve Miner vond dit idee geschikt en nam de regie op zich.
Adrienne King werd sinds de vorige film gestalkt door een geobsedeerde fan, en wilde dat haar rol in deze film zo kort mogelijk zou zijn. De rol van Jason werd verdeeld over twee acteurs: Steve Daskawisz nam de meeste scènes voor zijn rekening, maar Warrington Gillette speelde de ongemaskerde Jason. Tijdens de opnames verwondde Amy Steel per ongeluk Daskawisz met de machete. De wond moest met 13 hechtingen worden behandeld. Daskawisz kreeg ook last van uitslag door de zak die hij voortdurend moest dragen.

### Uitgave en ontvangst
De film ging op 1 mei 1981 in première, en groeide uit tot een cultklassieker. Net als zijn voorganger was Friday the 13th Part 2 financieel een succes, maar werd niet al te best ontvangen door critici. Roger Ebert gaf de film een halve ster uit vier. Op Rotten Tomatoes gaf 33% van de recensenten de film een goede beoordeling.

### Boekadaptatie
- Simon Hawke - Friday the 13th, Part II (1988)